# 曹紹偉
曹紹偉（英語：Alfred Tso Shiu-wai，1951年10月11日—），陽光房地產投資顧問有限公司、陽光房地產代理有限公司創辦人。2006年至2008年任地產代理管理協會會長。前自民聯成員，曾任新華社香港分社區事顧問、仁愛堂四屆總理等職。曹紹偉在1965年畢業於屯門鄉村師範專科學校同學會學校，1970年畢業於中華基督教會何福堂書院中五年級，並轉到拔萃男書院就讀預科。畢業後到美國明尼蘇達大學修讀工商管理學士學位。

## 選舉
1982年至1994年任屯門民選區議員。1983年在鄉議局元朗特別議員補選中當選。1985年參選立法局議席落敗。1991年當選為區域市政局議員（屯門東）。同年參選立法局新界西議席落敗。1993年6月，立法局議員梁錦濠（區域市政局功能界別）因受賄買票被判入獄。次月，曹紹偉在立法局補選中當選，任期至1995年。1998年香港立法會選舉中隨林偉強等鄉事派人物組成新界聯盟名單參選新界西直選落敗。